# Masafer Yatta
Masafer Yatta  (Arabe: مسافر يطا, s'épelle également Mosfaret Yatta) est une zone semi-désertique située dans le sud-est du district d'Hébron, en Cisjordanie, territoire palestinien occupé. Elle compte une population de 2 500 habitants palestiniens répartis sur douze villages ou hameaux bédouins qui vivent principalement de l'agriculture et de l'élevage : Janba, Mafqara, Khallet al-Dabe’, Maghayer al-Ubaid, Asafat al-Fawqa, Asafat al-Tahta, Majaz, Tabban, Tuba, Fakheet, Halawa et Markaz. Elle s’étend sur une superficie de 30000 dounams.
Les habitants de Masafer Yatta vivent depuis des décennies dans la crainte constante de perdre leurs maisons. Ils ont fait l'objet d'innombrables ordres de démolition et déplacements, au nom d'une mesure prise par le gouvernement israélien en 1980, selon laquelle  Masafer Yatta est « zone interdite » pour l'entraînement militaire. Des documents officiels attestent cependant la raison véritable de la transformation du village en zone d'entraînement militaire : la volonté politique d'expulser les villageois palestiniens. En mai 2022, après 22 ans d'appels palestiniens aux tribunaux, la Haute Cour de justice israélienne a statué - «d'une manière douteuse» -, selon The Guardian, que huit communautés pouvaient être expulsées de Masafer Yatta, déclarée "zone de tir 918" en 1981. 
Un film documentaire réalisé par un collectif israélo-palestinien, No Other Land (2024), est consacré à la politique israélienne visant à détruire ce village.

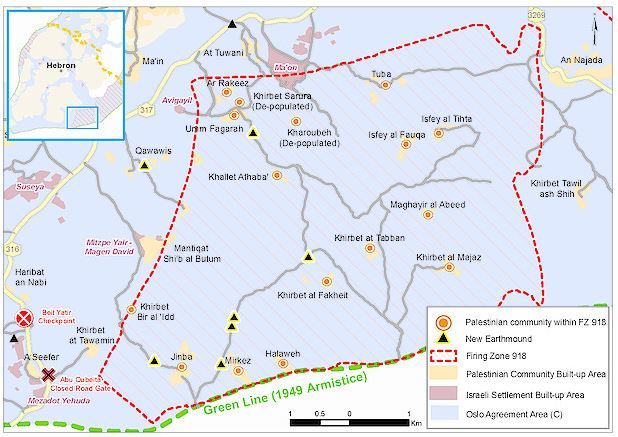
Masafer Yatta

## Situation
Masafar Yatta est située dans les limites du village de Yatta à 24 km au sud de la ville d'Hébron, dans la partie sud de la Cisjordanie. La région est bordée par la ligne d'armistice de 1948, la ligne verte, à l'est et au sud; par Yatta et As Samu' (séparés par la route de contournement no 60) à l'ouest et par les Bédouins de Yatta au nord.
Masafar Yatta est gouverné par un comité, composé de sept membres, nommé par le ministère palestinien des autorités locales.

## Histoire
Selon des données recueillies dans différentes localités, l'histoire de la région remonte à la période cananéenne, comme en témoignent également de nombreux vestiges archéologiques. Le nom de Mosfaret, ou Masafar, dériverait du mot voyage en arabe (سفر), compte tenu de son éloignement de Yatta et de la nécessité de parcourir une longue distance pour l'atteindre. Une autre hypothèse est que Masafar vient de rien ou zéro en arabe (صفر), de par l'absence d'activités dans la région.
C'est au début du XIXe siècle que des  bédouins palestiniens se sont installés dans la région, sur des terres utilisées depuis longtemps comme pâturages par les habitants de Yatta. Poussées par le climat favorable de la région et l'attrait de terres moins chères, les familles les plus pauvres de Yatta s'y sont établies, subsistant grâce à l'agriculture, à l'élevage et aux produits laitiers. Au début, la grande majorité d'entre elles vivaient dans la région de façon saisonnière puis, au fil du temps, elles se sont sédentarisées,.

### Occupation israélienne
Depuis la guerre des Six Jours en 1967, Masafer Yatta est sous occupation israélienne.
Le groupe de hameaux fait partie de la zone C, division administrative de la Cisjordanie, définie par les accords d'Oslo II. La zone C représente aujourd'hui à peu près 60% du territoire, et abrite environ 6% de la population. Elle se trouve entièrement sous contrôle israélien, tant au plan civil que militaire,.
Dans les années 1980, les autorités israéliennes ont désigné une partie de Masafer Yatta, comme " zone de tir 918 ", une zone militaire fermée. Depuis cette déclaration, les habitants sont victimes d'expulsions forcées, de démolitions de leurs habitations, de dépendances et même d’étables. Deux villages, Khirbet Sarura et Kharoubeh n'existent plus, à la suite de la destruction totale des maisons.
Environ 18% de la Zone C a été reconverti depuis les années 1970 en des « zones de tir » pour l’usage de Tsahal. Sur ces 18 %, seuls 20 % sont en réalité utilisés pour des exercices militaires. Selon les procès-verbaux d’une réunion ministérielle de 1981, le ministre de l’Agriculture de l’époque, Ariel Sharon, qui est devenu plus tard Premier ministre, a proposé de créer la "zone de tir 918" avec l’intention explicite de forcer les Palestiniens locaux à quitter leurs maisons,,.
En 1999, l’armée israélienne procède à l’expulsion de 700 Palestiniens de la région prétextant qu’ils " vivent illégalement dans une zone de tir ". Un recours est alors introduit par les habitants avec l’aide de l’Association for Civil Rights in Israel (ACRI), et la Cour Suprême émet alors un ordre provisoire permettant aux résidents palestiniens de retourner dans leurs villages.

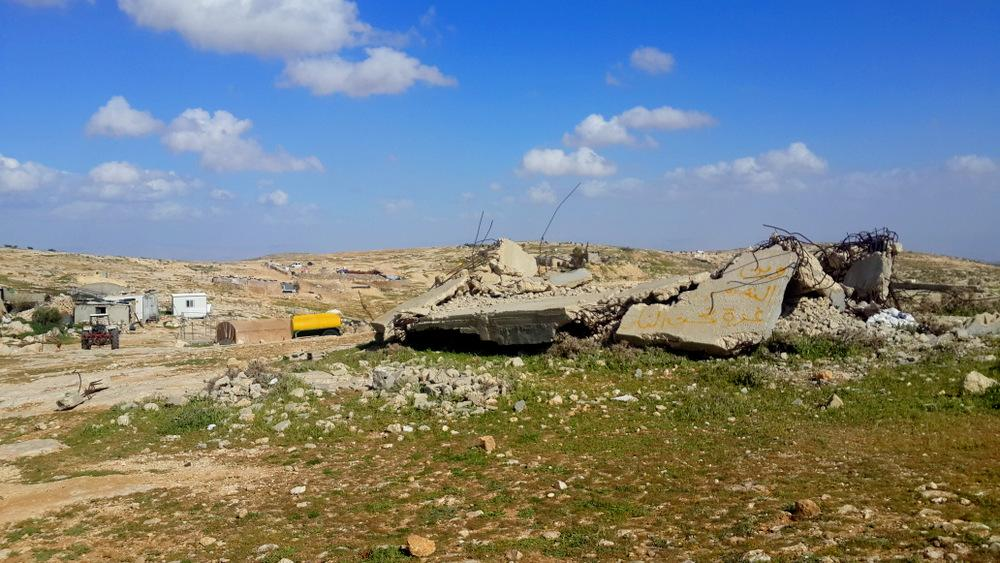
Ruines de la mosquée Khirbet Mufaqarah, démolie au motif qu'elle n'avait pas reçu de permis de construire

Bien qu'il n'y ait pas eu d'expulsions directes depuis 1999, les habitants de Masafer Yatta ont subi des pressions incessantes pour quitter la zone de leur propre chef. Depuis 2006, l'organisation de défense des droits humains B'Tselem a documenté la démolition de plus de 64 maisons et de 19 structures non résidentielles,.
Le 4 mai 2022, la Cour suprême israélienne a approuvé l’ordre d’éviction de huit villages palestiniens dans la région de Masafer Yatta. Quelque 1200 femmes, hommes, enfants palestiniens courent désormais le risque d’une expulsion imminente et d’une destruction de leurs maisons,. Depuis cet arrêt, les autorités israéliennes ont démoli des dizaines de maisons familiales et d’abris pour animaux, émis plus de 30 ordres de démolition supplémentaires et un ordre de saisie pour permettre la construction d’une route de patrouille, réactivé l’entraînement militaire dans la zone pour la première fois depuis des années et entravé l’acheminement de l’aide humanitaire aux familles dans le besoin.
L’Union européenne a condamné cette décision: « L’expansion des colonies, les démolitions et les expulsions sont illégales au regard du droit international. L’UE condamne ces projets éventuels et demande instamment à Israël de mettre fin aux démolitions et aux expulsions, conformément aux obligations qui lui incombent en vertu du droit international humanitaire et du droit international relatif aux droits de l’homme. L’établissement d’une zone de tir ne peut être considéré comme une « raison militaire impérative » pour transférer la population sous occupation ».
Depuis la décision du tribunal du 4 mai 2022, les autorités israéliennes ont intensifié drastiquement l’environnement coercitif pour les Palestiniens de Masafer Yatta.
Le 18 juin 2025, les autorités israéliennes chargées de l'urbanisme ont rejeté toutes les demandes de permis de construire présentées par des résidents palestiniens, invoquant un « besoin sécuritaire » lié à l'entraînement militaire dans la région. La directive s’appuie sur un document publié par le commandement central de l’armée. Selon ce document, les habitants de la zone doivent être expulsés « en utilisant tous les moyens civils et sécuritaires à la disposition de l’armée », afin que celle-ci puisse s’entraîner au tir réel sur leurs terres.

### Colons israéliens

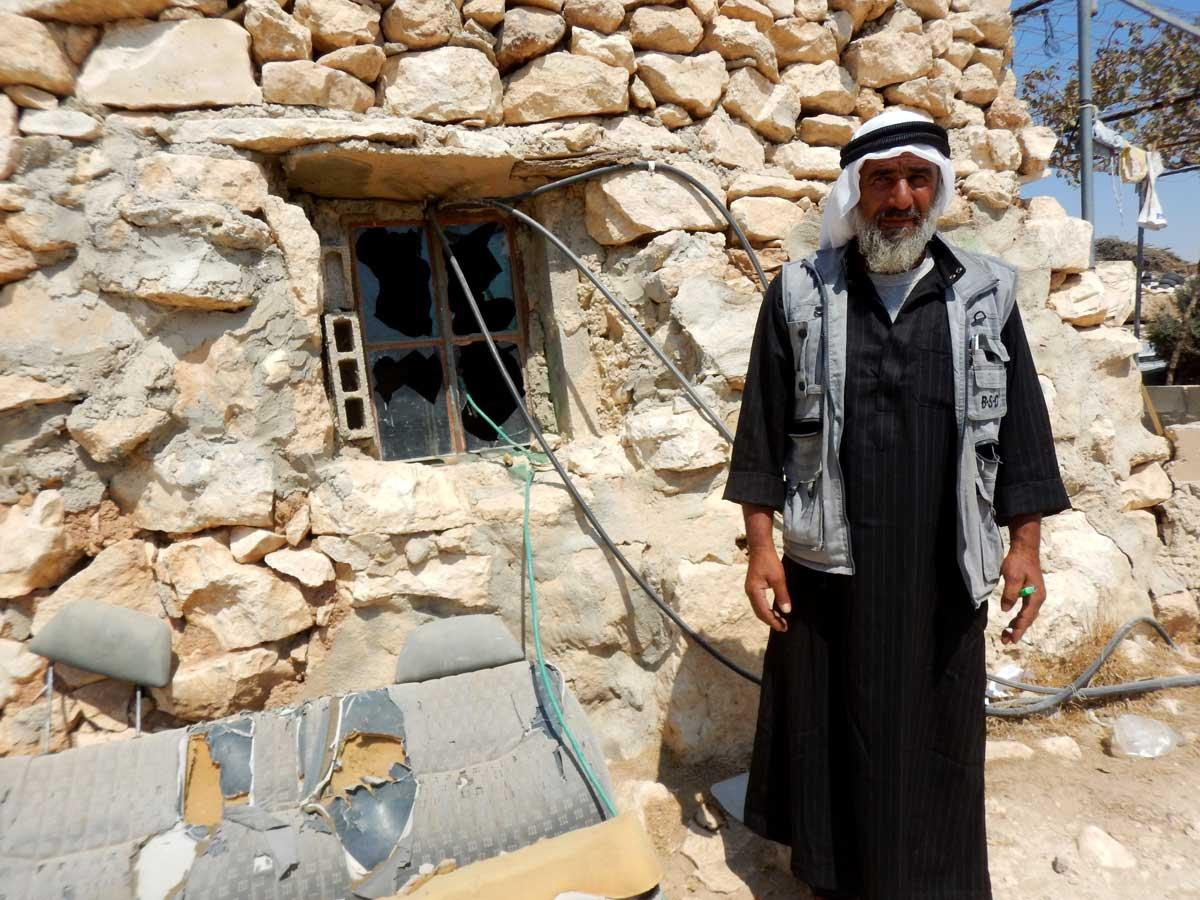
Attaque de colons contre Al-Mufakara / octobre 2021

Les habitants de Masafer Yatta sont depuis longtemps victimes de la violence des colons, issus de la mouvance kahaniste et du groupe des « Jeunes des collines », établis dans des avant-postes de colonies illégales. Certains d'entre eux, tel que Mitzpe Yair, Avigayil et Havat Ma'on sont en fait situées à l'intérieur de la "zone de tir 918" . Aucun des colons israéliens installés dans la « zone 918 » n’a été intimé de la quitter depuis son établissement. En mai, l’éditorial du quotidien israélien Haaretz affirmait "Compte tenu de l’expulsion sélective fondée sur la nationalité, il ne sera plus possible de réfuter l’argument selon lequel un régime d’apartheid a remplacé l’occupation militaire dans les territoires. L’occupation est par définition temporaire ; l’apartheid est susceptible de perdurer à jamais. La Cour Suprême l’a approuvé". 
Les attaques des colons des avant-postes, constitués des mobile homes qui servent à occuper les lieux avant l’autorisation formelle de création d’une colonie, vont en s’intensifiant. En parallèle aux incidents récurrents, aux attaques et actes de vandalisme qui se produisent lorsque les colons descendent sur les villages palestiniens depuis leurs avant-postes, l’année 2021 a été marquée par des actions particulièrement violentes: l’équivalent d’une année entière de fourrage pour nourrir les moutons appartenant à une famille brûlée; l'attaque par des dizaines de colons masqués d'un berger et de ses moutons, en égorgeant trois, avant de déferler sur un village armés de fusils, de matraques et de pierres. L'armée israélienne présente n'est pas intervenue et d'aucuns pensent qu'elle encourage cette violence, tout en réprimant les défenseurs des droits humains dans la région. À titre illustratif en mai 2022 le journaliste indépendant Basil al-Adraa a été attaqué par des soldats alors qu'il couvrait l'exécution d'un ordre de démolition forcée. En juillet 2025 Awdah Hathaleen, habitant de Massafer Yatta qui avait participé à mettre en lumière le sort de la région et avait collaboré au documentaire récemment oscarisé No Other Land, a été abattu  par des colons lors de leur attaque contre le village d’Umm Al-Khair . 

## Cadre légal
Les habitants de Masafer Yatta sont parmi les plus vulnérables du territoire palestinien occupé (TPO) et dépendent de l’aide humanitaire,, en raison d’un régime d’urbanisme restrictif et discriminatoire. Les autorités israéliennes ont émis des ordres de démolition ou d’arrêt des travaux contre la plupart des maisons, des abris pour animaux, des citernes et des infrastructures communautaires, au motif qu’ils ont été construits sans permis de construire, qu’il est presque impossible d’obtenir.
Les autorités israéliennes entravent les efforts des organisations humanitaires, en émettant des ordres de démolition ou d’arrêt des travaux, en confisquant des véhicules et des équipements, et en limitant l’accès physique aux terres. Les quatre écoles de la zone, créées avec le soutien de donateurs internationaux, font l’objet d’ordres de démolition, tout comme les quatre cliniques desservies par des équipes sanitaires mobiles,.
Le transfert forcé de civils à partir ou à l’intérieur du territoire palestinien occupé est absolument interdit par le droit international humanitaire. Les expulsions résultant de démolitions constituent une violation des droits de l’Homme, notamment du droit à un logement adéquat, à l’eau, à l’assainissement, à la santé, à l’éducation et à la vie privée,,. En ce qui concerne le transfert forcé, le terme "forcé" ne se limite pas à la force physique, mais peut inclure la menace de la force ou la coercition, telle que celle causée par la crainte de la violence, la contrainte, la détention, l’oppression psychologique ou l’abus de pouvoir.
L’article 49 de la Quatrième Convention de Genève permet l’évacuation temporaire de personnes protégées pour leur propre sécurité ou pour une raison militaire impérative. Cependant, les zones de tir israéliennes servent principalement à l’entraînement militaire et, en l’absence d’hostilités actives en Cisjordanie occupée, cela n’atteint pas le seuil des raisons militaires impérieuses ou de la nécessité absolue pour les opérations militaires pouvant justifier toute évacuation de la population ou saisie ou destruction de biens privés. En tout état de cause, toute évacuation autorisée ne peut être que temporaire : Selon l’article 49, les personnes évacuées "seront transférées dans leurs foyers dès que les hostilités auront cessé dans la zone en question." Le transfert forcé est également interdit de la même manière par le droit international coutumier,.

## Perspectives
L’arrêt de la Haute Cour du 4 mai concernant Masafer Yatta semble s’inscrire dans une politique plus large d’Israël sur le territoire qu’il occupe, consistant à utiliser des zones militaires fermées, qui entraînent  la confiscation et la démolition de terres et de maisons palestiniennes, dans certains cas pour permettre l’établissement et l’expansion de colonies. Des cas documentés de transferts de terres des zones de tir vers les colonies exacerbent ces préoccupations,. La violence des colons des avant-postes, exacerbée elle aussi depuis cette décision, semble participer pleinement à cette politique.
Des collectifs de militants juifs anti-occupation, des groupes israéliens et internationaux sont mobilisés pour tenter d'empêcher les expulsions, de sensibiliser la communauté internationale sur ce qui se joue à Masafer Yatta,.

## Film documentaire
No Other Land est un documentaire sorti en 2024, centré sur les démolitions des maisons palestiniennes et les expulsions des habitants de Masafer Yatta par Israël. Il est réalisé par des cinéastes palestiniens et israéliens, Basel Adra - qui filme l'occupation  israélienne de son village -, le journaliste Yuval Abraham, le cinéaste Hamdan Ballal et la monteuse Rachel Szor. Le film a obtenu le prix du meilleur documentaire au festival du film de Berlin ainsi que l'Oscar du meilleur film documentaire. L'un des personnages  principaux du film, Odeh Hadalin, est assassiné à la fin du mois de juillet 2025.